# 1453.
◄ | 14. stoljeće | 15. stoljeće | 16. stoljeće | ►
◄ | 1420-ih | 1430-ih | 1440-ih | 1450-ih | 1460-ih | 1470-ih | 1480-ih | ►
◄◄ | ◄ | 1450. | 1451. | 1452. | 1453. | 1454. | 1455. | 1456. | ► | ►►
Arhitektura • Astronomija • Glazba • Knjige • Književnost • Kršćanstvo • Medicina • Pravo • Promet • Slikarstvo • Znanost

## Događaji
- 29. svibnja – Osmanlije pod vodstvom sultana Mehmed II. osvajaju i zauzimaju Carigrad. U obrani grada pogiba i posljednji bizantski car Konstantin XI. Paleolog.
- Leon Battista Alberti započinje gradnju Palazzo Rucellai u Firenzi.

## Vanjske poveznice
|  | Zajednički poslužitelj ima još gradiva o temi 1453. |